# Rhogeessa hussoni
Espèce
Répartition géographique
Statut de conservation UICN

 DD  : Données insuffisantes
Rhogeessa hussoni est une espèce de chauves-souris sud-américaines de la famille des Vespertilionidae.

## Systématique
L'espèce Rhogeessa hussoni a été décrite en 1996 par les zoologistes Hugh Howard Genoways (d) (1940-) et Robert James Baker (d) (1942-2018),.

## Description
L'espèce a une longueur de l'avant-bras entre 27,14 et 30,91 mm, une longueur du pied entre 5,2 et 6,75 mm et une longueur des oreilles entre 8,07 et 11,84 mm.
Rhogeessa hussoni est une espèce insectivore.
Elle se distingue principalement des autres espèces du genre Rhogeessa (en particulier de Rhogeessa io que l'on trouve également au Brésil) par la couleur de sa fourrure. La couleur générale du corps est brune avec des reflets grisâtres et la base des poils est plus claire. Le museau est large, en raison de la présence de deux masses glandulaires sur les côtés. Les oreilles sont relativement courtes, triangulaires et arrondies. Chez les mâles, il y a des masses glandulaires à la base de la surface dorsale antérieure des oreilles. Le tragus est long et fin. Les membranes des ailes sont sombres et attachées postérieurement à la base des orteils. L'extrémité de la longue queue s'étend légèrement au-delà de la membrane interfémorale, qui est parsemée de quelques poils à la base de la surface dorsale. Le calcar est bien développé et caréné. Les mesures crâniennes, y compris la largeur des canines supérieures et du palais, et la longueur des dents à travers l'os maxillaire étaient toutes plus grandes chez Rhogeessa hussoni. Le caryotype est 2n = 52 et FN = 54.

## Répartition
L'espèce a été recensée dans le Sud du Suriname et dans les États brésiliens de Minas Gerais, Maranhão, Pernambouc, Pará et Mato Grosso.
Elle vit dans les forêts tropicales sempervirentes secondaires et les forêts mixtes de savane.

## Étymologie
Son épithète spécifique, hussoni, lui a été donnée en l'honneur du mammalogiste néerlandais Antonius Marie Husson (d) (1913-1987) en remerciement de sa contribution à la connaissance des mammifères sud-américains et, en particulier, par ses monographies de 1962 sur les chauves-souris du Surinam et de 1978 sur les mammifères du Suriname.

## Publication originale
- (en) Hugh H. Genoways et Robert J. Baker, « A New Species of the Genus Rhogeessa, with Comments on Geographic Distribution and Speciation in the Genus », dans Contributions in Mammalogy, 1996 (lire en ligne), p. 83-87.